# Peczi
Peczi (ukr. Печі) – wieś na Ukrainie, w obwodzie czernihowskim, w rejonie niżyńskim, w hromadzie Kruty. W 2001 liczyła 577 mieszkańców, spośród których 575 wskazało jako ojczysty język ukraiński, 1 rosyjski, a 1 mołdawski.